# 中国抗日战争主要战役列表
整个抗日战争期间，中国军队（以國軍為主）共进行大规模和较大规模的会战22次，重要战役200余次，大小战斗近20万次，总计歼灭日军40余万人、伪军118万人。战争结束时，接收投降日军128万余人，接收投降伪军146万余人。
| 战役                                                                                        | 中日双方部队及主要将领 | 結果 |
| ------------------------------------------------------------------------------------------- | --- | --- |
| 黑龍江戰役（江桥抗战 哈爾濱保衛戰） 1931年11月4日－1931年11月18日                           | 中：马占山 日：张海鹏及关东军 | 日本獲勝 |
| 第一次淞沪會战 1932年1月－1932年3月                                                         | 中：十九路軍蔣光鼐、蔡廷鍇；第五軍張治中 | 簽署停戰協定；上海非軍事化 |
| 長城戰役 1933年1月－1933年5月                                                               | 中：張學良、何應欽、徐庭瑤、宋哲元 | 塘沽協定 |
| 热河抗战 1933年2月－1933年2月                                                               | 中：張學良、湯玉麟 | 日軍勝利，熱河省併入滿洲國 |
| 绥远抗战 1936年11月－1936年12月                                                             | 中：傅作義、湯恩伯、趙承綬、王靖國 | 中國獲勝 |
| 卢沟桥事变/平津作战 1937年7月                                                               | 中：宋哲元 | 日軍勝利，平津淪陷 |
| 太原会战（南口战役 平型关战役 忻口战役 娘子关战役 太原保卫战） 1937年9月12日－1937年11月8日 | 中： 阎锡山（总司令）、卫立煌、朱德、傅作义，六个集团军，约580,000人 日：筱原纯一郎、板垣征四郎（总司令），五个师，约140,000人 | 中方伤亡逾100,000人 日方伤亡近30,000人 |
| 淞沪会战 1937年8月－1937年11月                                                              | 總司令長官：蔣中正、副司令長官：顧祝同； 右翼軍：總司令張發奎，下轄第八、第十集團軍； 中央軍總司令朱紹良，下轄第九、第二十一集團軍； 左翼軍總司令陳誠，下轄第十九、第十五集團軍， 總計中國戰鬥序列五十餘師，戰鬥兵員總數700,000上下 | 中方伤亡：270，000人. 日方伤亡：100，000人。 |
| 南京战役 1937年12月                                                                         | 唐生智、刘湘、顾祝同，约100,000人：松井石根，八个师 | 中方伤亡军人约50,000余人（包括平民估计超过300,000人丧生） 日方伤、亡人数不详                                                                    |
| 徐州会战 1938年2月－1938年5月 - 台儿庄大战 1938年3月－1938年4月                             | 中： 李宗仁（总司令）、汤恩伯、盧漢，600,000人，六十个部队 日：矶谷廉介、板垣征四郎，两个师（板垣第五师团、矶谷第十师团）240,000人，八个部队                                                                                        | 中方伤亡约20,000人：日方伤亡超过16,000人 |
| 兰封会战 1938年5月－1938年6月                                                               | 中：薛岳 日：土肥原賢二 | 日軍勝利 |
| 武汉会战 1938年8月－1938年10月 - 万家岭战役 - 小界岭战役                                    | 中： 蔣介石、薛岳、李宗仁，一百二十个师总兵力约1,100,000人，飞机100余架，军舰40余艘 日：冈村宁次，官兵350,000，飞机500余架，军舰120余艘                                                                                             | 中方伤亡约400，000人：日方伤亡140,000人 |
| 广州战役 1938年10月                                                                         | | 日本勝利，廣州及佛山增城等地淪陷，粵漢鐵路失守。 中国官兵阵亡2954名，伤5645名，失踪2643名日军伤亡1923名                                         |
| 南昌会战 1939年3月－1939年4月                                                               | 中：薛岳 日：岡村寧次 | 日本獲勝 |
| 随枣会战 1939年5月                                                                          | 中：李宗仁、李品仙、張自忠 日：岡村寧次 | 中國獲勝 中方伤亡28,000人；日方伤亡21,000人 |
| 第一次长沙会战 1939年9月－1939年10月                                                        | 薛岳、盧漢，30多个师和3个挺进纵队共约240,000多人：100,000 | 中國獲勝 |
| 桂南会战 - 昆仑关战役 1939年11月－1940年2月                                                 | | 日軍獲勝，占领南寧 |
| 枣宜会战 1940年5月－1940年6月                                                               | 中： 李宗仁、陳誠、張自忠 | 日軍大勝 |
| 百团大战 1940年8月－1940年12月                                                              | 中： 彭德怀，120师、129师105个团及民兵约40万人（正规军逾20万人） 日：多田駿-华北方面军、独立师、航空兵力与满洲国军队约350,000人 | 日军伤亡2.58万人，俘虏敌人1.8万多人，八路军伤亡1.7万余人 日方：日軍與皇協軍傷亡失蹤總數約3千人                                                  |
| 豫南会战 1941年1月－1941年2月                                                               | | 中國獲勝 |
| 上高会战 1941年3月－1941年4月                                                               | | 中國勝利 |
| 福州戰役 1941年4月18日－1941年4月21日                                                       | | 日本勝利 |
| 晋南战役 1941年5月－1941年6月                                                               | | 日本勝利 |
| 第二次长沙会战 1941年9月－1941年10月                                                        | 中： 薛岳、盧漢 日：阿南惟几 | 双方均声称胜利 |
| 第三次长沙会战 1941年12月24日－1942年1月16日                                                | 中： 薛岳、李玉堂、盧漢，兵力超过300,000 日：阿南惟几，兵力约120,000 | 中方伤亡28,116人 日方伤亡约57000人（中方战报）或约6000（日方战报）                                                                              |
| 滇湎路战役 1942年3月－1942年9月                                                             | | 日軍佔領緬甸 |
| 浙赣战役 1942年5月－1942年8月                                                               | | 中方傷亡70,000餘人；日方傷亡36,000人 |
| 鄂西会战 1943年5月－1943年6月                                                               | | 中國勝利 |
| 常德会战 1943年11月－1943年12月                                                             | 中： 孫連仲、王耀武，第6戰區，兵力約210,000 日：橫山勇，5個師團，兵力约60,000 | 中國勝利 |
| 豫湘桂会战 1944年4月－1944年12月                                                            | 中：蒋鼎文, 薛岳, 张发奎, 100万 日： 冈村宁次, 横山勇, 畑俊六 51万 | 中方：损失兵力五六十万, 伤亡~300,000 日方伤亡： 约70，000.                                                                                      |
| 长衡会战 1944年5月－1944年8月                                                               | 中：薛岳 | 日軍勝利 |
| 第四次长沙会战 1944年5月－1944年6月                                                         | 中：薛岳、方先覺、楊森 | 長沙失守 |
| 衡阳保卫战 1944年6月－1944年8月                                                             | 中：方先覺 日：橫山勇 | 中方17,000余人（其中5,000余人阵亡） （中国官方数字：6,000余人） 日方19,380余人（含瘟疫伤亡总计30,000余人） （日军陆军部官方数字：伤亡12,186人） |
| 桂柳会战 1944年8月－1944年12月                                                              | | 日軍勝利 |
| 福州戰役 1944年9月27日－1944年10月4日                                                       | | 日本勝利 |
| 滇西缅北战役 1943年10月－1945年3月                                                          | | 中國勝利，建立中印公路補給線。 |
| 密支那战役 1944年5月－1944年8月                                                             | 中：鄭洞國、孫立人 | 盟軍勝利 |
| 强渡怒江战役 1944年6月－1944年7月                                                           | | 中國第二十集團軍慘勝 |
| 湘粤赣战役 1945年1月－1945年2月                                                             | | 日軍攻陷贛州 |
| 豫西鄂北会战 1945年3月－1945年5月                                                           | | 日本控制老河口 |
| 湘西会战 1945年4月9日－1945年6月7日                                                         | 中： 何应钦（陆军总司令），两个方面军及若干集团军，中美联合空军 日：板西一良（第二十军司令官），七个师团约七至八万官兵 | 中國勝利，中方伤亡20,601：日方伤亡20,000人 |
| 桂柳反攻战役 1945年4月－1945年8月                                                           | | 中國勝利， 中方死傷不詳：日軍4,000人死亡，5,000人被擊傷                                                                                         |

### 引用
1. ↑  全面抗战爆发后正面战场的22次大型会战 （页面存档备份，存于）
2. ↑  徐焰：抗日战争的真实战况 （页面存档备份，存于）
3. ↑  中国人民艰苦卓绝的八年抗日战争 （页面存档备份，存于）
4. ↑  中国军方记载
5. ↑  日本防卫厅《中国事变中国作战史》